# Болгар-1
 Болгар 1  — деревня в Альметьевском районе Татарстана. Входит в состав Новокашировского сельского поселения.

## География
Находится в юго-восточной части Татарстана на расстоянии приблизительно 13 км по прямой на северо-восток от районного центра города Альметьевск.

## История
Основана в 1918 году переселенцами из деревни Новое Каширово.

## Население
Постоянных жителей было: в 1926—269, в 1938—385, в 1949—301, в 1958—201, в 1970—216, в 1979—139, в 1989 — 25, в 2002 — 74 (татары 88 %), 107 в 2010.